# دنت مورکلس
دنت مورکلس (به لاتین: Dent de Morcles) یک کوه در سوئیس است که در کانتون وله واقع شده‌است. دنت مورکلس ۲٬۹۶۹ متر بالاتر از سطح دریا واقع شده‌است.